# 伊恩·卡马
伊恩·卡马（英語：Ian Khama；1953年2月27日—），博茨瓦纳政治家，博茨瓦纳民主党成员，曾任博茨瓦纳副总统（1998年-2008年），2008年4月1日起任博茨瓦纳总统。卡马是博茨瓦纳首任总统塞雷茨·卡马的长子，1998年退出军界，目前仍保留中将军衔。 2022 年 4 月，伊恩·卡马被本国法官传唤。 这位前国家元首被指控非法持有枪支等罪名。 此案可追溯到 2016 年。